# Ливадия (Московская область)
Ливадия — деревня в городском округе Серебряные Пруды Московской области.

## География
Находится в южной части Московской области на расстоянии приблизительно 7 км на северо-восток по прямой от окружного центра поселка Серебряные Пруды на левом берегу реки Осётр.

## История
Основана в начале XX века переселенцами из деревни Семёнково. Работали колхозы «Красная Ливадия» (10 дворов), им. Чуйкова. В 1974 году отмечено 12 дворов. В период 2006—2015 годов входила в состав сельского поселения Узуновское Серебряно-Прудского района. Ныне имеет дачный характер.

## Население
Постоянное население составляло 23 человека (1974 год), 9 в 2002 году (русские 100 %), 12 в 2010.